# Marianowo (gromada w powiecie stargardzkim)
Marianowo – dawna gromada, czyli najmniejsza jednostka podziału terytorialnego Polskiej Rzeczypospolitej Ludowej w latach 1954–1972.
Gromady, z gromadzkimi radami narodowymi (GRN) jako organami władzy najniższego stopnia na wsi, funkcjonowały od reformy reorganizującej administrację wiejską przeprowadzonej jesienią 1954 do momentu ich zniesienia z dniem 1 stycznia 1973, tym samym wypierając organizację gminną w latach 1954–1972.
Gromadę Marianowo z siedzibą GRN w Marianowie utworzono – jako jedną z 8759 gromad na obszarze Polski – w powiecie stargardzkim w woj. szczecińskim na mocy uchwały nr V/50/54 WRN w Szczecinie z dnia 5 października 1954. W skład jednostki weszły obszary dotychczasowych gromad Marianowo i Wiechowo ze zniesionej gminy Marianowo oraz obszar dotychczasowej gromady Kępno ze zniesionej gminy Słodkowo w tymże powiecie. Dla gromady ustalono 13 członków gromadzkiej rady narodowej.
1 stycznia 1962 z gromady Marianowo wyłączono miejscowość Kępno, włączając ją do nowo utworzonej gromady Dobrzany w tymże powiecie; do gromady Marianowo włączono natomiast miejscowość Czarnkowo ze zniesionej gromady Gogolewo oraz miejscowość Sulino ze zniesionej gromady Brudzewice w tymże powiecie.
1 stycznia 1969 do gromady Marianowo włączono miejscowości Dalewo, Dzwonowo, Gogolewo, Trąbki, Trąbki Małe, Kalice, Kępy, Krzywiec i Parzygnat ze zniesionej gromady Dzwonowo w tymże powiecie.
Gromada przetrwała do końca 1972 roku, czyli do kolejnej reformy gminnej. 1 stycznia 1973 w powiecie stargardzkim reaktywowano gminę Marianowo.